# Mortal Engines
Mortal Engines är en science fiction-film från 2018 i regi av Christian Rivers. Filmen är baserad på den första boken i serien De vandrande städerna av Philip Reeve. Rollerna spelas av Robert Sheehan, Hera Hilmar, Leila George, Ronan Raftery, Hugo Weaving och Stephen Lang.

## Rollista (i urval)
- Robert Sheehan – Tom Natsworthy
- Hera Hilmar – Hester Shaw
- Leila George – Katherine Valentine
- Ronan Raftery – Bevis Pod
- Jihae – Anna Fang
- Hugo Weaving – Thaddeus Valentine
- Stephen Lang – Chrysler Peavy

## Produktion
I december 2009 fick man veta att Peter Jackson arbetade med en film baserad på den första boken i serien. Den 24 oktober 2016 meddelades det att Jackson ska producera och skriva manuset till filmen. Christian Rivers anlitades som regissör. Releasedatumet var den 7 december 2018.
I februari 2017 fick Robert Sheehan huvudrollen som Tom Natsworthy. Ronan Raftery hade fått rollen som Bevis Pod. Hera Hilmar spelar den kvinnliga huvudrollen Hester Shaw. Under mars och april 2017 anslöt sig Stephen Lang, Jihae, Leila George och Hugo Weaving till rollbesättningen. I maj 2017 publicerades en konceptbild, föreställande Hilmars karaktär, på Jacksons Facebook-sida. I juni 2017 började inspelningen i Wellington.
En teasertrailer till filmen släpptes den 18 december 2017.